# Снігурівка (Курманський район)
Снігурі́вка (до 1948 року — Леккерт) — село Курманського району Автономної Республіки Крим.

## Населення
Згідно з переписом УРСР 1989 року чисельність наявного населення села становила 303 особи, з яких 144 чоловіки та 159 жінок.
За переписом населення України 2001 року в селі мешкало 370 осіб.

### Мова
Розподіл населення за рідною мовою за даними перепису 2001 року:
| Мова              | Відсоток |
| ----------------- | -------- |
| кримськотатарська | 48,38 %  |
| українська        | 30,00 %  |
| російська         | 20,27 %  |
| інші              | 1,35 %   |